# GDPデフレーター

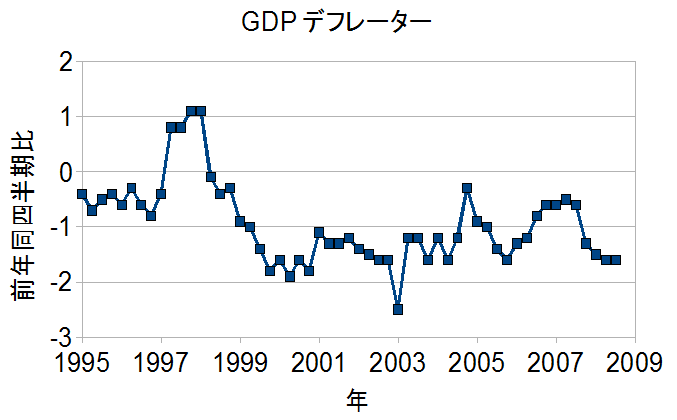
1995年から2008年の日本のGDPデフレーター前年同四半期増加率(%)。

経済学において、GDPデフレーター（英: GDP deflator）とは、ある経済機構において一年の間に新しく国内で生産されたすべての最終財とサービスの価格水準の指標であり、ある国（または地域）の名目GDPから実質GDPを算出するために用いられる物価である。GDPは、国内総生産を表す。
これは、ある一定の期間内（四半期または毎年）に一国の領土内で生産されたすべての最終財およびサービスの金銭的価値の合計である。名目GDPと実質GDPはそれぞれ物価の影響を排除していないGDPと排除したGDPであるため、その比にあたるGDPデフレーターは、物価変動の程度を表す物価指数であると解釈される。
従って、GDPデフレーターの増加率がプラスであればインフレーション（英: inflation）、マイナスであればデフレーション（英: deflation）とみなせる。
消費者物価指数（CPI）と同様に、GDPデフレーターは特定の基準年に関する物価インフレ/デフレの指標であり、基準年のGDPデフレーターそれ自体は100になる。CPIとは異なり、GDPデフレーターは商品やサービスの単一の固定的な集合に基づいていない。GDPデフレーターの検体は、人々の消費と投資のパターンによって年ごとに変更することができる。

## 算出

### 国民経済計算における計測
ほとんどの国民経済計算の体系において、GDPデフレーターは名目(nominal)GDPと実質(real)GDPの比を計測する。次の計算式が用いられる。
{\displaystyle \operatorname {GDP\ deflator} ={\frac {\operatorname {Nominal\ GDP} }{\operatorname {Real\ GDP} }}\times 100}
名目GDPをGDPデフレーターで割って100倍する（デフレートする）と実質GDPの価額になる。
日本の内閣府の国民経済計算では、GDPデフレーターを直接作成するのではなく、構成項目ごとにデフレーターを作成して実質値を求め、名目値/各構成項目の実質値の合計として逆算する。このようにして算出されたデフレーターをインプリシット・デフレーター(Implicit Deflator)と呼ぶ。例として、ある支出項目の個別品目iの基準年におけるデフレーターをPiとして、品目iの名目値をXiとする。
当該支出項目の名目値（X）は、ΣiXiとなり、
実質値(XR)は、ΣiXiPiとなる。
当該支出項目のデフレーター（P）はX/XRとして求められることになる。
GDPの下位範疇として、ある品目の今年の価格と基準年の価格の比としてインプリシット・デフレーターを考えると有用である。基準年の価格は100に正規化される。 たとえば、ある特定の水準の処理能力、メモリー容量、ハードディスク容量等の性能を持ったコンピューターハードウェアを「単位」として定義する。デフレーターが200になるということは、今年のコンピューターの価格が基準年の2倍になることを意味する（インフレーション）。デフレーターが50なら、今年の価格は基準年の半値である（デフレーション）。公式の統計では物価の下落を示していても、実際には変化がないという状況があり得る。例として新しいコンピューターの価格が同じままで計算能力が年々倍になるとする。デフレーターは50になるが、消費者は同じ金額を支払うことになる。このような考え方で品質変化が盛り込まれた指数をヘドニック指数と呼ぶ。
種々の財･サービスのそれぞれの購入数量をセットにまとめたものをバスケットと呼ぶが、いくつかの物価指数と違ってGDPデフレーターのバスケットは固定されておらず、人々の消費や投資のパターンの変化と共に変わる。GDPの各年のバスケットは国内で生産された全ての財のセットで、各財の総消費量の市場価値で重み付けされる。人々が価格の変動に対応して、最新の支出パターンがGDPデフレーターに表れるという理論がある。たとえば、牛肉の価格と比べて鶏肉の価格が上がると、人々は牛肉の代わりに鶏肉によりお金を遣うようになるとされている。
先進国の政府は、財政政策や金融政策の立案、給付金額、社会保障制度などに物価指数を活用しているので、わずかなインフレーションの尺度の違いであっても歳入や歳出が大きく変わることがある。

### 統計
GDPとGDPデフレーターの発表元:
日本: 内閣府
アメリカ: アメリカ合衆国商務省経済分析局 (BEA).
イギリス: 英国統計局.
カナダ: カナダ統計局.

## 日本

### 消費者物価指数との乖離
統計的にGDPデフレーターは、カバー範囲が広いが、短期的な変動が大きい。一般にGDPデフレーターは、下方バイアスを伴う。GDPデフレーターと統計局が試算している消費者物価指数の動きを比較すると、大きく異なっている。この乖離については、対象の違いによる要因、算式の違いなどの要因が考えられている。内閣府は、2004年7-9月期分から連鎖方式（基準年を毎年更新）に変更している。
消費者物価指数とGDPデフレーターの大きな違いは、消費者物価指数（CPI）は原油などの輸入原材料価格の影響を大きく受けるのに対し、GDPデフレーターはそうならないという点である。GDPデフレーターは国内で生産されるすべての財・サービスの価格を反映するが、消費者物価指数は消費者によってのみ消費された財・サービスの価格を反映するという違いがある。GDPデフレーターは輸入製品の価格の変化を反映しないが、消費者物価指数は輸入製品の内の消費者が消費したモノの価格を反映する。GDPデフレーターには、消費者が購入しないような工作機械・外国向けの販売品の価格が含まれる。また、GDP統計が3カ月に一度しか集計されていないため、毎月発表される消費者物価指数を加工したもので代用することがあり理解しづらくなっている。
消費者物価指数とGDPデフレーターを比較すると、2000年以降、概ね消費者物価指数はデフレーターの上方に位置している。また、2007年7-9月期以降消費者物価指数が上昇（下落）する一方で、デフレーターは下落（上昇）するなど、異なる動きを示している。両統計の乖離は、リーマン・ショック前後の一時期を除けば、概ね消費者物価指数の変化率は±1.0%の範囲で推移している。

### 景気との関係
上記の様な理由によりGDPデフレーターと消費者物価指数は概ねある範囲内で乖離が見られる。故にGDPデフレーターは外的要因（輸入原材料価格など）の影響を受ける消費者物価指数に比べ、国内の物価水準を反映しやすい。景気の過熱によって物価が上昇しているのかどうかを判断するには、消費者物価指数ではなくGDPデフレーターを見なければならない。
そしてそれにより両統計が乖離してプラスとマイナスに分かれるなどの現象が見られるケースがある。その為「これまでも金融政策の変更や決定で、『GDP デフレーターがマイナスであるのに、CPI（消費者物価指数） がプラスだけで政策変更しても良いのか』といった議論がみられてきた。」と指摘されるように、専門家の間でも政策変更に当たりどちらの統計を見るべきか議論が分かれるケースがある。

### データ
- OECD GDP deflator data[リンク切れ]
- database of country GDP deflators for 1980-2013
- Briefing.com: GDP-Adv.[リンク切れ]
  - CPI Briefing.com: CPI[リンク切れ]
- 日本 - GDPデフレーター - TRADING ECONOMICS
- 米国 - GDPデフレーター - TRADING ECONOMICS